# Nelly Sachs park

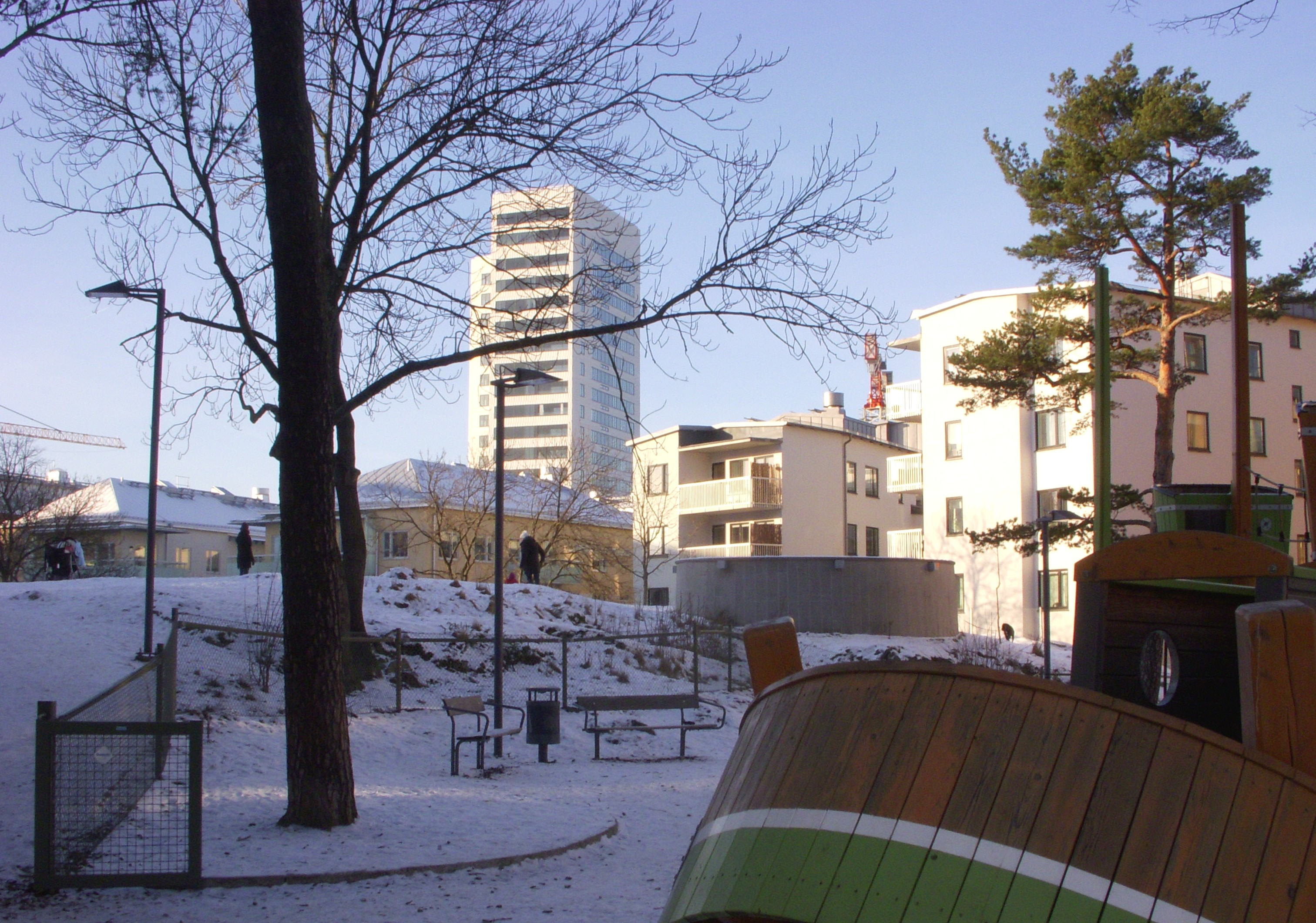
Nelly Sachs park 2012.

Nelly Sachs park är en kvarterspark om 4,5 hektar i Stadshagen på västra Kungsholmen i Stockholm. Den anlades 2008 och är uppkallad efter den tyska författaren och nobelpristagaren Nelly Sachs. En större upprustning genomfördes 2012.
Parken utgörs av ett kuperat grönområde intill Nordenflychtsvägen, som tidigare hette Hornsbergsparken. Den var kvar från den tiden då Hornsbergs villastad skulle anläggas här på 1880-talet. Projektet blev dock ingen framgång och området bebyggdes senare huvudsakligen med kontors- och industrifastigheter. 
Parken domineras av en hög höjd med berg i dagen. Det finns två större lekplatser som ligger på varsin sida av höjden. Vid båda lekplatserna finns förskolor. På toppen av höjden finns två muromgärdade platser som innehåller sittplatser och odlingslådor. Längs parkens södra och norra sida finns gångvägar med trappor som sammankopplar Per Lagerkvists gata med Nordenflychtsvägen.
I ramen för stadsutvecklingsprogrammet Hornsbergs strand avsattes den södra delen av Hornsbergsparken som parkmark och fick namnet Nelly Sachs, resten bebyggdes med nya bostadshus. Namnvalet anknyter till författarrelaterade gatunamn i området som valdes efter Pär Lagerkvist, Harry Martinson och Eyvind Johnson. Alla har gemensamt att de fick Nobelpriset i litteratur. Parken är en så kallad utsiktspark och är utrustad med lekplatser, sittplatser och gångvägar. Två förskolor i närheten kan utnyttja densamma.

## Närliggande parker
- Hornsbergs strandpark
- Kristinebergs strandpark
- Brovaktarparken